# Augsburger Universitätspreis für Spanien-, Portugal- und Lateinamerikastudien
Der Augsburger Universitätspreis für Spanien-, Portugal- und Lateinamerikastudien war ein Wissenschaftspreis, der seit 1986 aus Mitteln der Albert-Leimer-Stiftung von der Universität Augsburg vergeben wurde. Der Preis wurde alle zwei bis drei Jahre vergeben, entweder für hervorragende Leistungen in der Forschung über spanisch- oder portugiesischsprachige Länder oder in der Vermittlung von Kenntnissen über diese Region.

## Preisträger
- 1986 Herbert Wilhelmy, Tübingen
- 1986 Walter Haubrich, Madrid / Frankfurt
- 1988 Erwin Walter Palm, Heidelberg, verstorben 1988
- 1988 Alain Rouquié, Paris
- 1990 Raymond Carr, Oxford
- 1990 Wolf Grabendorff, Madrid
- 1993 Hans-Jörg Neuschäfer, Saarbrücken
- 1993 Giovanni Meo Zilio, Treviso
- 1995 Klaus Eßer, Berlin
- 1998 Gerd Kohlhepp, Tübingen
- 1998 Klaus Dieter Vervuert, Frankfurt/Main
- 2000 Dieter Nohlen, Heidelberg
- 2002 Dieter Messner, Salzburg
- 2002 Axel Schönberger, Bremen, Berlin, Frankfurt am Main
- 2005 Deutscher Spanischlehrerverband (DSV)
- 2009 Hiroto Ueda (Tokyo University)